# Méthcathinone
La méthcathinone, 2-méthyl-cathinone ou βk-méthamphétamine est une amine sympathicomimétique voisine de la cathinone, principe actif du khat. Elle se distingue de la cathinone par un groupe méthyle sur la fonction amine en position 2.
Elle présente les caractéristiques pharmacologiques de la classe des amphétamines, comme son homologue déméthylé, la cathinone.

## Chimie
La méthcathinone est une phényléthylamine de la famille des cathinones. Elle est la version cétone de la méthamphétamine et de la pseudoéphédrine. C'est d'ailleurs pour cette raison qu'elle est nommée éphédrone.
Sa synthèse s'effectue grâce à l'oxydation de la pseudoéphédrine. C'est souvent une oxydation de Jones.
Le réactif de Jones, une solution de trioxyde de chrome dans de l'acide sulfurique concentré, est employé comme agent oxydant.
Cette réaction est aisée, du fait de la proximité entre les deux molécules (seuls deux atomes d'hydrogène les séparent)

## Législation
En France, la methcathinone est classée comme stupéfiant.